# Zonosaurus quadrilineatus
Zonosaurus quadrilineatus là một loài thằn lằn trong họ Gerrhosauridae. Loài này được Grandidier mô tả khoa học đầu tiên năm 1867.

## Hình ảnh

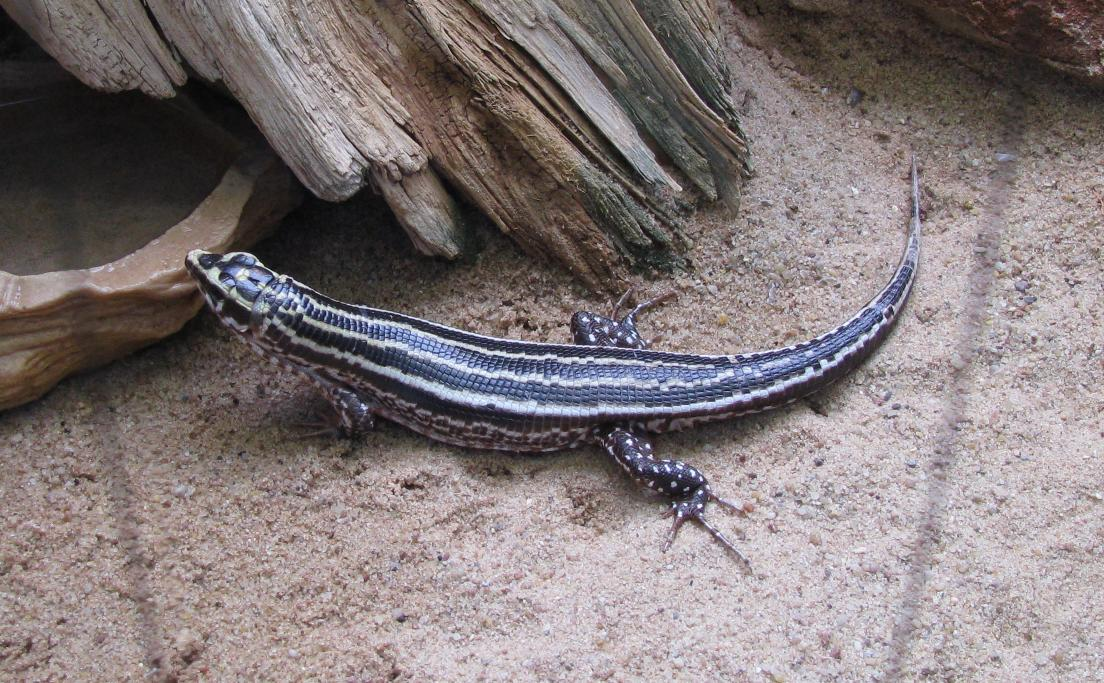
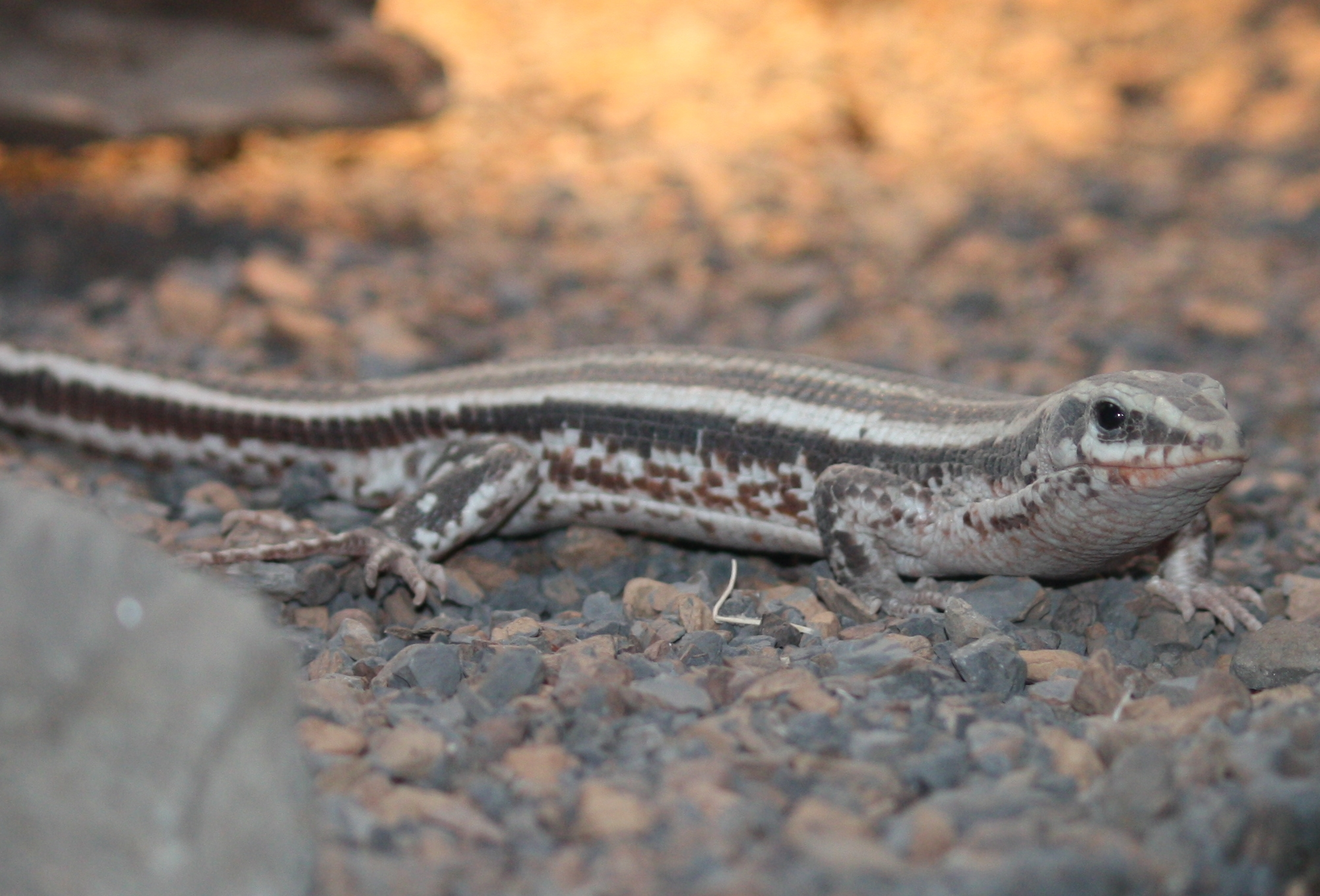
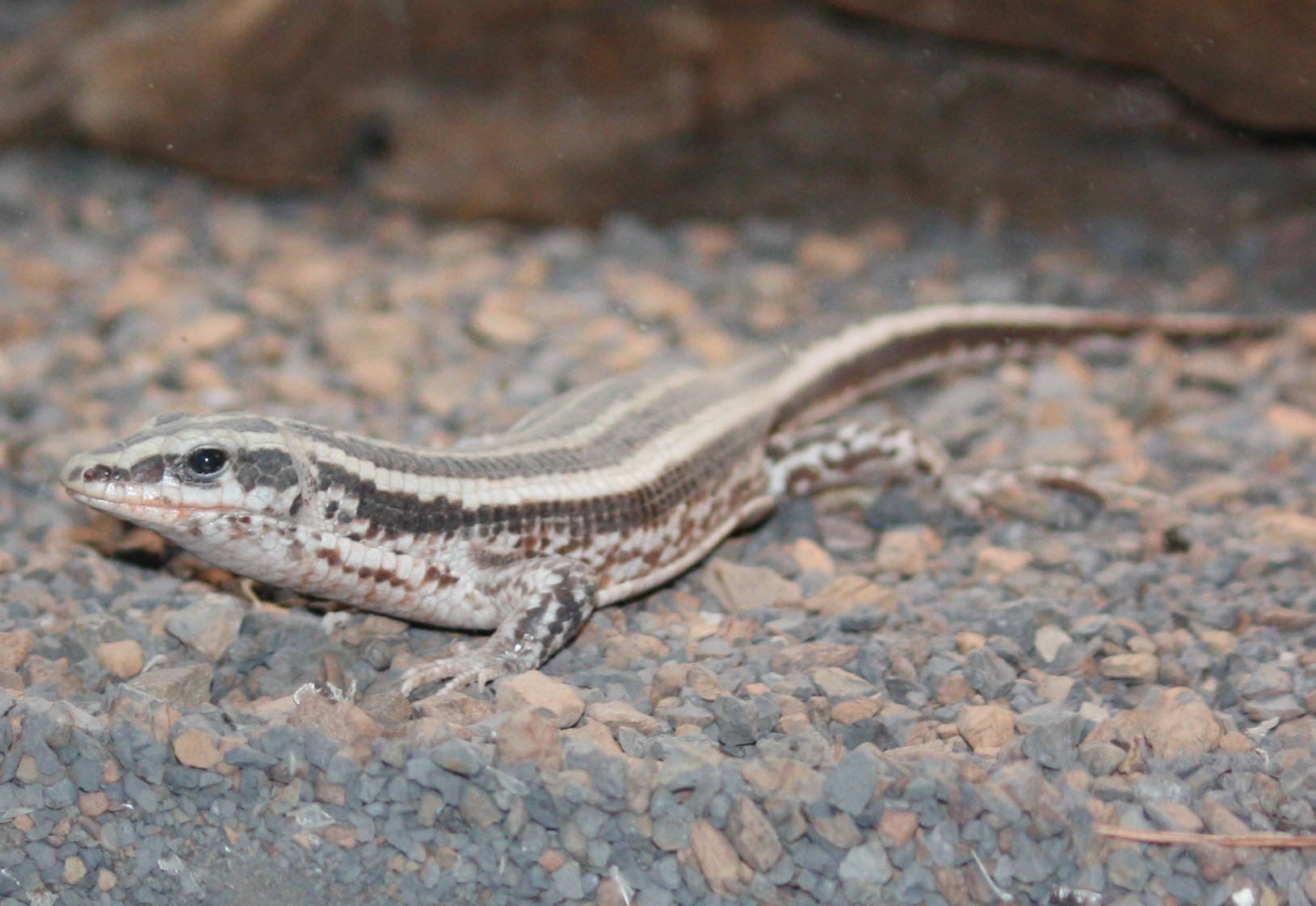